# Turbidimetria

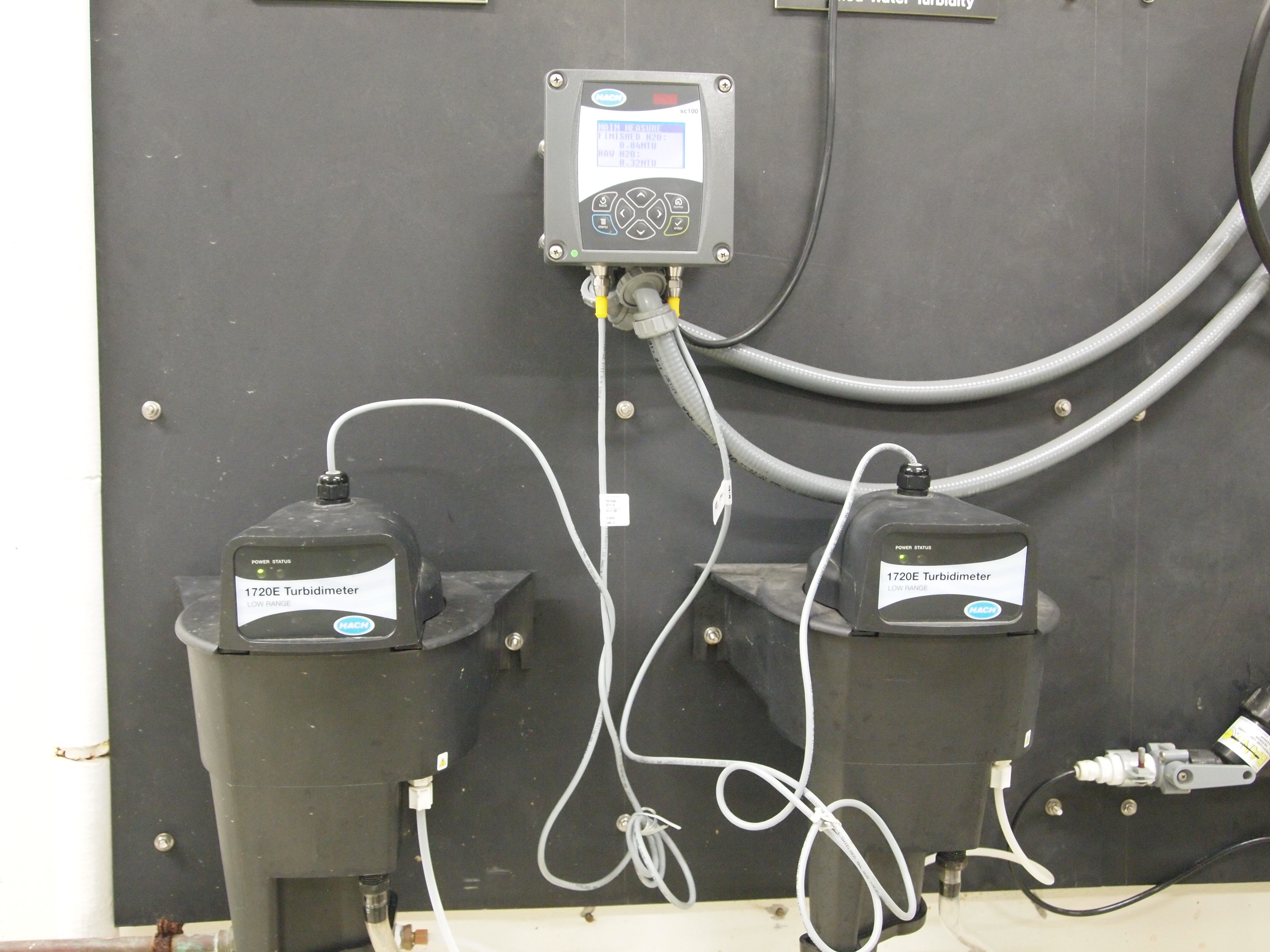
Turbidímetres en una planta de tractament d'aigua

La turbidimetria és una tècnica de química analítica quantitativa basada en la dispersió de la radiació per les partícules de la matèria. Així, quan hom fa passar un feix de raigs lluminosos a través d'una suspensió, l'energia radiant incident es dispersa en totes direccions, la qual cosa dona un aspecte tèrbol a la mescla. L'anàlisi turbidimètrica consisteix en la mesura de la intensitat de la llum tramesa, que ha disminuït respecte a la llum d'entrada a conseqüència de la dispersió, en funció de la concentració de la fase dispersa, que hom duu a terme fent ús d'un turbidímetre.